# Fleury-devant-Douaumont
 Fleury-devant-Douaumont  es una población y comuna francesa, en la región de Lorena, departamento de Mosa, en el distrito de Verdún y cantón de Charny-sur-Meuse.

## Historia
Esta comuna está deshabitada. Se trata de una de las nueve que resultaron totalmente destruidas en la Primera Guerra Mundial y que no fueron reconstruidas posteriormente. Fue declarada  village mort pour la France (villa caída por Francia) tras las hostilidades y se decidió conservarla sin reconstruir para memoria de las generaciones futuras. La administración está a cargo de un consejo de tres personas designadas por el Prefecto del departamento del Mosa.
La comuna normanda de Fleury-sur-Orne, que hasta 1916 se llamaba Allemagne, cambió de nombre en honor a la población destruida. 

## Demografía[1]
| 221 | 260 | 293 | 289 | 380 | 345 | 369 | 390 | 400 | 376 | 365 | 350 | 366 | 378 | 334 | 524 | 425 | 433 | 348 | 361 | 422 | 12 | 90 | 77 | 6 | 0 | 0 | 0 | 5 | 5 | 4 | 5 | 0 | 0 |
| Para los censos de 1962 a 1999 la población legal corresponde a la población sin duplicidades (Fuente: INSEE [Consultar]) |     |     |     |     |     |     |     |     |     |     |     |     |     |     |     |     |     |     |     |     |    |    |    |   |   |   |   |   |   |   |   |   |   |